# SMS Victoria Louise
Le SMS Victoria Louise était un croiseur protégé allemand, le premier de la classe Victoria Louise qui servit notamment lors de la Première Guerre mondiale.  

## Premières années de service
Le SMS Victoria Louise commandé par la Kaiserliche Marine aux chantiers navals de AG Weser (Brême) en 1895, lancé le 29 mars 1897, armé et versé dans le service actif le 20 février 1899. 
Il rejoindra ensuite le cinquième Aufklärungsgruppe de la Hochseeflotte (« flotte de haute mer ») du Prince Henri de Prusse pour les sept premières années de sa carrière. 
C'est au sein de celle-ci qu'il représenta l'Allemagne en Royaume-Uni pour les funérailles de la Reine Victoria à Spithead en 1901 au côté du SMS Baden, du SMS Hagen, du SMS Nymphe.
En 1902, le SMS Victoria Louise fut assigné à la division des Croiseurs cuirassés du 1er escadron de la Hochseeflotte. Cet escadron composé du croiseur cuirassé SMS Prinz Heinrich, du navire amiral SMS Freya, des croiseurs légers Hela, SMS Amazone et SMS Niobe. 
Il participa au côté de cette division aux manœuvres d'été de la Marine en août et septembre 1902.
En 1906, le navire fut envoyé à la cale sèche pour être modernisé aux Chantiers navals impériaux de Kiel (en allemand, Kaiserliche Werft Kiel).
Une fois ces mises à niveau en 1908, le bâtiment servit ensuite de navire-école pour les élèves et cadets de la Marine.
Le SMS Victoria Louise, SMS Hertha, SMS Dresden et SMS Bremen voyagèrent aux États-Unis et participèrent aux festivités Hudson-Fulton du 26 septembre au 9 octobre 1909.
Les amiraux Oskar Kummetz et Theodor Krancke, lequel commanda le croiseur lourd Admiral Scheer lors de la Seconde Guerre mondiale, servirent à son bord en tant que cadets respectivement en 1912 et en 1910.

## Première Guerre mondiale
Il continua à servir de navire-école jusqu'à la déclaration de guerre en août 1914. Il fut ensuite brièvement mobilisé au sein du 5e Groupe de Patrouille qui était chargé de la formation des recrues dans la Mer Baltique.
Le matin du 17 octobre 1914 à 9 h 0, le SMS Victoria Louise fut victime d'une tentative de torpillage à 460 mètres de distance de la part du sous-marin britannique HMS E1 commandé par Noel Laurence (en). La torpille plongea trop profond et manqua son objectif.
Cependant à la fin de l'année 1914, les navires de ce groupe furent à nouveau retirés du service. Il fut alors utilisé en tant que batterie de défense côtière.
En 1915, il ne lui fut plus employé que lors de missions hors des zones de combat, on l'utilisa alors comme mouilleur de mines ou encore comme bâtiment-baraquement à Dantzig.
En 1916, le navire fut désarmé, il resta officiellement en service à Dantzig jusqu'au 1er octobre 1919.

## Fin de service et destruction
À la suite de la réduction du tonnage de la flotte allemande imposée par le traité de Versailles, il fut retiré du service, désarmé le 1er octobre 1919 et vendu à l'entreprise Norddeutscher Tiefbau  qui le transforma en cargo en 1920. Il servit en cette qualité jusqu’en 1923, année où il fut détruit à Dantzig.

## Caractéristiques
Le Victoria Louise fut commandé par la Kaiserliche Marine sous le code « L » qui confia le contrat aux chantiers navals de AG Weser à Brême. Il fut nommé ainsi en hommage à la princesse Victoria-Louise de Prusse, unique fille et dernière des sept enfants de l'Empereur Guillaume II d'Allemagne. 
Il possédait un équipage de 31 officiers et de 446 hommes du rang et un tonnage de 6 500 tonnes à pleine charge.
Le bateau était long de 110,6 mètres, avec un maître-bau 17,40 mètres et un tirant d'eau de 6,58 mètres. Son système de propulsion était équipé de trois turbines à vapeur quatre cylindres alimentées par douze chaudières qui généraient d'une puissance de 132 000 chevaux et permettaient un déplacement à une vitesse de 19,2 nœuds.
Le bâtiment était armé de deux canons 210 mm SK L/40 sur tourelle simple (une pointant vers l'avant, l'autre vers l'arrière), chacun disposant de cinquante-huit obus et d'une portée de 16 300 mètres.
Il disposait aussi de huit canons 150 mm SK L/40, quatre montés en tourelle au milieu du navire et les quatre autres en casemates. Ces canons possédaient une portée de 13 700 mètres.
Il y avait encore dix canons 88 mm SK L/35 ainsi que des mitrailleuses afin de compléter le dispositif.
Le navire était aussi équipé de trois tubes lance-torpilles de 450 mm avec un stock de huit torpilles embarquées, deux de ces tubes étaient montés sur les bords et le troisième en proue, tous sous la ligne de flottaison.